# Араповка
Ара́повка (рос. Араповка) — хутір у складі Переволоцького району Оренбурзької області, Росія.

## Населення
Населення — 3 особи (2010; 4 у 2002).
Національний склад (станом на 2002 рік):
- росіяни — 100 %